# Aporrhaidae
Aporrhaidae Gray, 1850 è una famiglia di molluschi gasteropodi della sottoclasse Caenogastropoda.

## Descrizione
La famiglia è basata sul genere Aporrhais con la specie tipo Strombus pespelecani.
La conchiglia ha un'alta guglia conica con angolo apicale da circa 35° a 40°. Il suo ornamento è costituito da una chiglia mediana accompagnata da un lato superiore e inferiore appiattito e da linee a spirale e nervature collabrali. Spesso la chiglia reca costole assiali corte ispessite. Sulla spirale del corpo possono essere presenti nervature a spirale più forti, la cui parte superiore termina nel labbro esterno svasato. Nel guscio completamente sviluppato il labbro esterno si espande e continua in spine o lobi più o meno appiattiti con una scanalatura centrale sul lato interno. Il sifone può essere corto o lungo e ha una scanalatura interna simile a quella delle spine. La protoconca è a forma di cupola e nella maggior parte delle specie apparteneva a un veliger planctotrofica. Ha circa 3,5 vortici con guscio embrionale arrotondato e il guscio larvale può avere un fine disegno di tubercoli o è liscio con sottili linee di crescita sinuose. La transizione alla teleoconca è spesso abbastanza indistinta.
Vivono parzialmente sommersi su fondali sabbiosi o fango-sabbiosi a profondità inferiori a 180 m. Sono presenti nel Mediterraneo.

## Tassonomia
Secondo il World Register of Marine Species la famiglia comprende due generi esistenti e 17 generi estinti:
Generi esistenti
- Genere Aporrhais da Costa, 1778
- Genere Arrhoges Gabb, 1868

Generi fossili
- Genere † Alarimella Saul, 1998
- Genere † Anchura Conrad, 1860
- Genere † Antarctohoges Stilwell & Zinsmeister, 1992
- Genere † Araeodactylus G. F. Harris & Burrows, 1891
- Genere † Bicorempteru s Gründel, 2001
- Genere † Biculteriala Kollmann, 2009
- Genere † Dicroloma Gabb, 1868
- Genere † Drepanocheilus Meek, 1864
- Genere † Helicaulax Gabb, 1868
- Genere † Hemichenopus Steinmann & Wilkens, 1908
- Genere † Kangilioptera Rosenkrantz, 1970
- Genere † Latiala Sohl, 1960
- Genere † Perissoptera Tate, 1865
- Genere † Quadrinervus Cossmann, 1904
- Genere † Struthioptera Finlay & Marwick, 1937
- Genere † Tessarolax Gabb, 1864
- Genere † Toarctocera Gründel, Nützel & Schulbert, 2009